# Lago Kivu
El lago Kivu es uno de los grandes lagos de África. Se ubica en la frontera entre Ruanda y la República Democrática del Congo, en la parte africana del Gran Valle del Rift. Desagua a través del río Ruzizi, que discurre hacia el sur hasta el lago Tanganica (y este drena a través del río Lukuga en el río Lualaba, la cabecera del río Congo). 
Las aguas del lago Kivu son tristemente célebres por haber sido uno de los lugares donde fueron arrojadas la mayoría de las víctimas del genocidio de Ruanda.

## Geografía

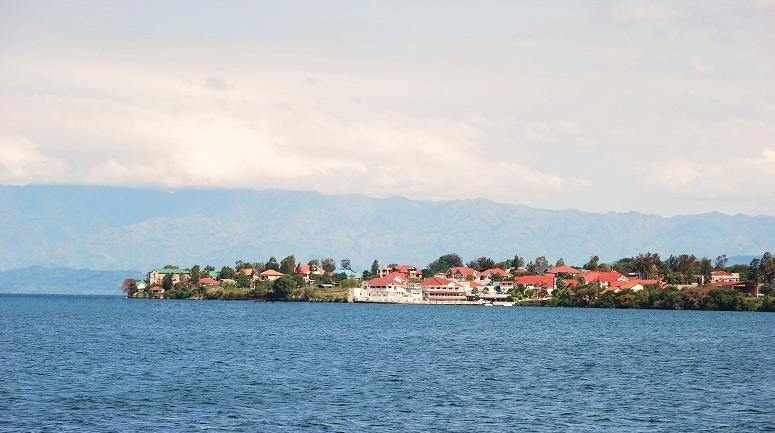
El lago Kivu, con la ciudad de Goma al fondo

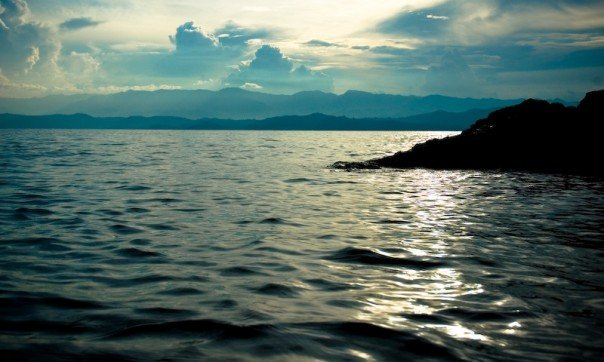
El lago Kivu cerca de Bukavu

El lago cubre une superficie total de 2700 km², y se encuentra a una altitud de 1460 m s. n. m. Tiene su lecho sobre un valle rift que presenta una continua actividad volcánica en el área. Una gran isla, Idjwi, emerge del lago. Además, este baña las costas de los poblados de Bukavu, Kabare, Kalehe, Saké y Goma del lado congoleño y Gisenyi, Kibuye y Cyangugu en Ruanda.

## Química
El lago Kivu es uno de los tres lagos explosivos conocidos, junto con el lago Nyos y el lago Monoun, en Camerún, los cuales experimentan violentas erupciones. Un análisis de la historia geológica del lago Kivu ha indicado una periódica extinción biológica masiva cada mil años. Las causas de estas erupciones en el caso del Kivu es desconocida aún, pero se sospecha de una periódica actividad volcánica. La composición química de los lagos explosivos es particular para cada uno de ellos: en el lago Kivu se ha detectado metano y dióxido de carbono debido a la interacción de sus aguas con un volcán. El riesgo de una posible erupción que vacíe el lago Kivu sería catastrófica, considerando que aproximadamente 2 millones de personas viven en su cuenca.

### Extracción de metano

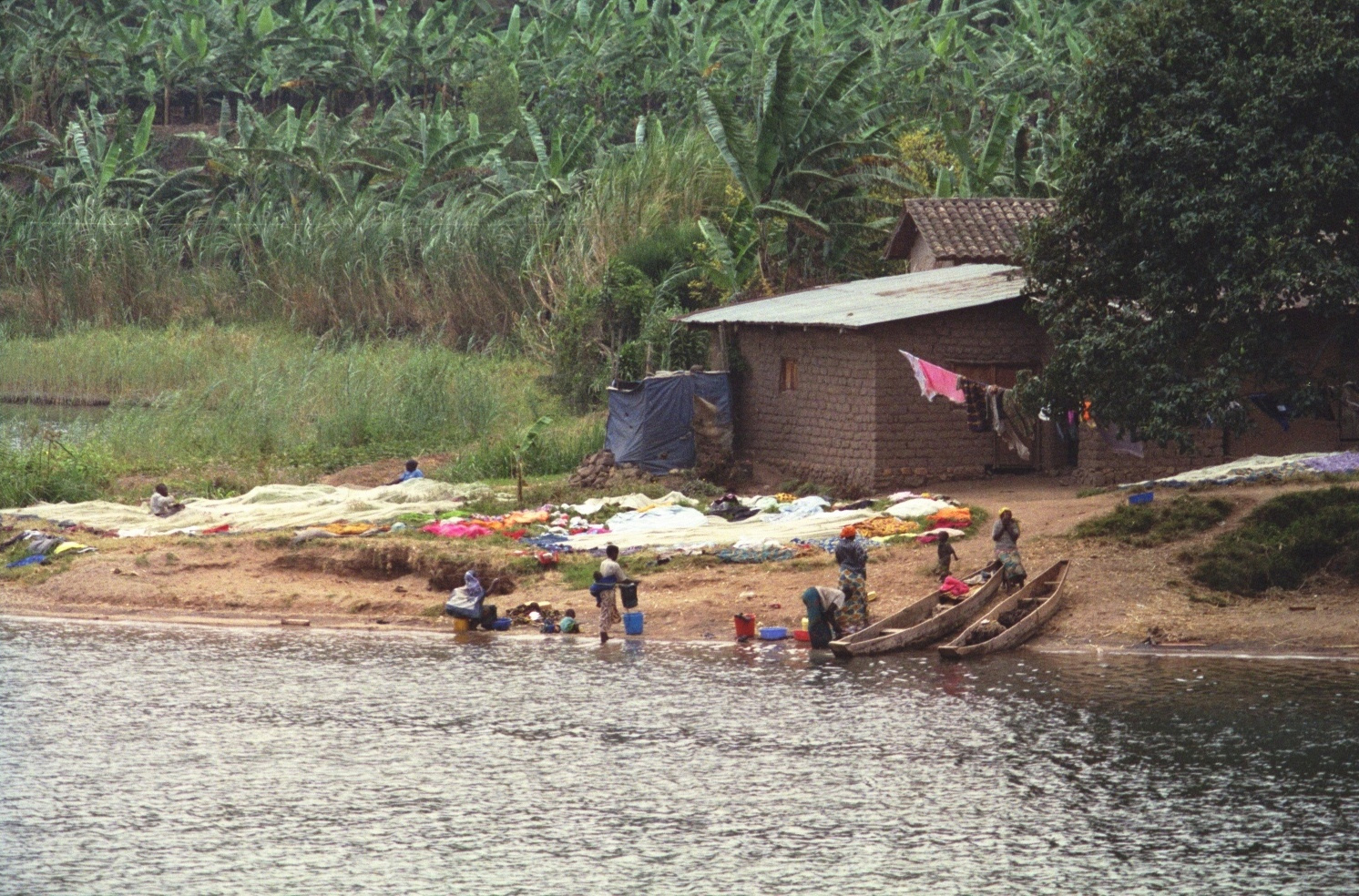
Lado ruandés del lago Kivu.

Se ha descubierto recientemente que el lago Kivu contiene aproximadamente 55 000 millones de metros cúbicos de gas metano disuelto a una profundidad de 300 m. El Gobierno de Ruanda ha destinado unos US$80 millones para que un consorcio internacional extraiga el gas. Con este proyecto de extracción se espera que Ruanda incremente su capacidad de generación energética en casi 20 veces, lo que la capacitaría incluso para exportar electricidad a otros países africanos.